# Аравакские языки
Аравакские (майпурские) языки — семья индейских языков, распространённых мозаично по всей северной и центральной части Южной Америки (все страны, кроме Чили и Уругвая), частично в Центральной Америке (гарифуна с конца XVIII в.), раньше также на Больших Антильских (таино, вымер к XVIII веку) и Малых Антильских островах (калипхона, исчез с 1920-х годов). Небольшие группы носителей аравакских языков из числа иммигрантов имеются в США.
Общее число говорящих ок. 630 тыс. чел. (оценка на конец 1990-х гг.), почти половина которых приходится на гуахиро. Больше всего говорящих на аравакских языках в Венесуэле (около 180 тысяч), Колумбии (свыше 140 тыс.), Гондурасе (100 тыс.) и Перу (90 тыс.). Носителями аравакских языков обычно являются араваки или «чёрные карибы» — гарифуна. С Малых Антильских островов собственно араваки к началу европейской колонизации были вытеснены или ассимилированы островными карибами, которые также использовали аравакские языки.

## Классификация
Аравакская семья — самая большая по числу языков в Новом Свете. Она делится на северную и южную подсемьи, включающие по 3-4 ветви, всего включает 65 языков (из них 31 вымерший, обозначены ниже знаком †).
- Северная подсемья
  1. (Верхне)амазонская ветвь включает почти половину аравакских языков и состоит из следующих групп:
    - зап. навики: †ваи(нума́), †мариате́; †анауя; пиапоко (3 тыс.), ачагуа, †амарисана; кабияри; гуарекена (варекена), мандавака (3 тыс.); †жумана, †пасе́, †кайвишана; юкуна, †гуару;
    - Современный (указан точками) и предполагаемый исторический ареалы аравакских языков вост. навики:
      - тариана;

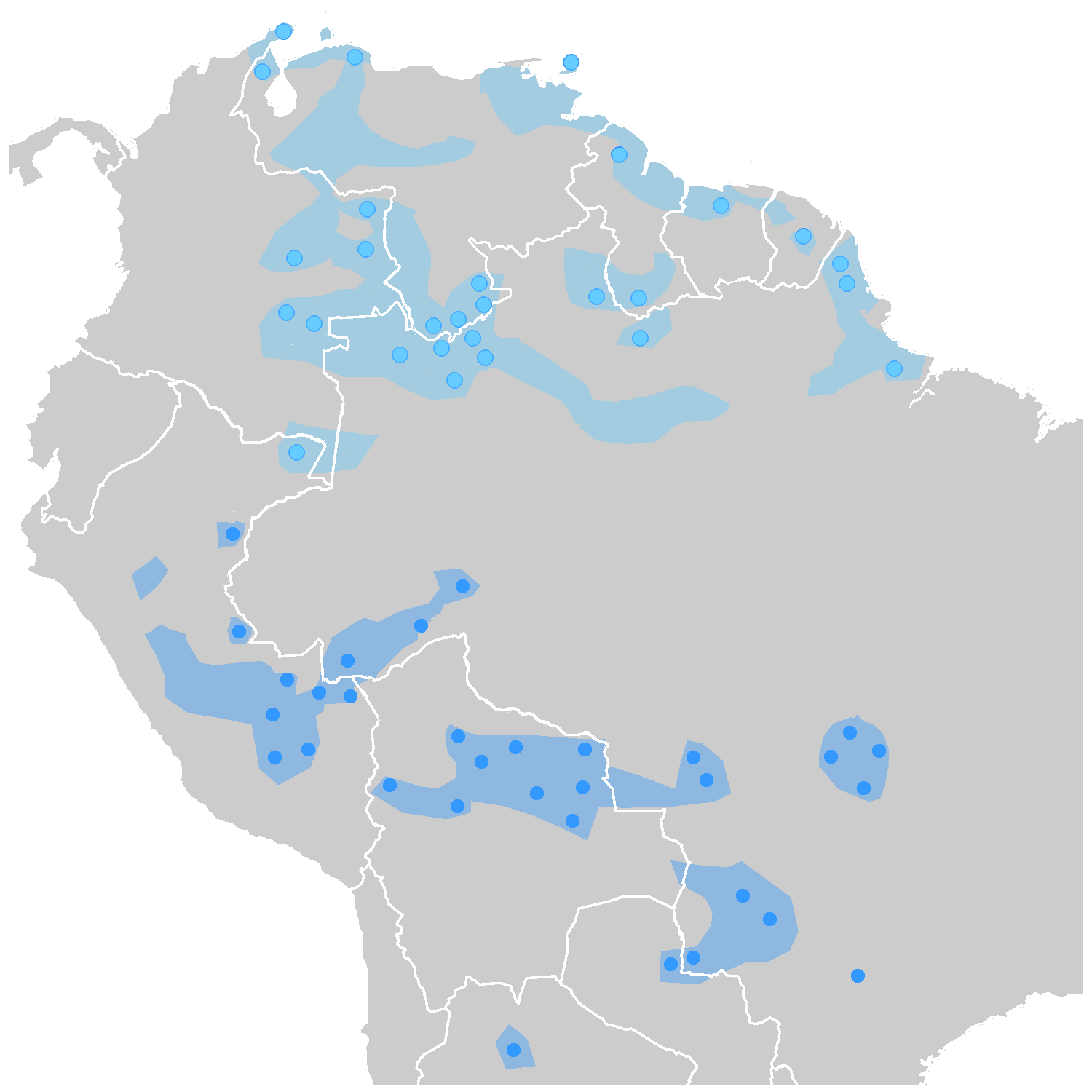
Современный (указан точками) и предполагаемый исторический ареалы аравакских языков

      - подгруппа кару (кадава-пуритана): ипека-куррипако, карутана-банива (с большим числом диалектов, 6 тыс.), катаполитани (-моривене-мапанаи);

    - язык ресигаро;
    - центрально-амазонская группа: †марава, †баре́, †гинао; †явитеро, †банива (абане, аване), банива (банива, куррипако); †майпуре;
    - манао: †манао, †карьяи;
    - неклассифицированные: †варайку́, †ябаа́на, †вирина́, †ширьяна;

  2. Приморская (прикарибская) ветвь (2/3 говорящих на аравакских языках) состоит из 3 групп:
    - язык †аруа́н;
    - вапишанская (река Бранко): аторада, вапиша́на (арума, 7,5 тыс.), мапидиан;
    - та-майпурская группа:
      - †таино (группа языков на Больших Антилах: Кубе, Гаити, Ямайке, Пуэрто-Рико; исчезли к XVIII в.);
      - гуахиро (ваюу, 305 тыс.),
      - параухано;
      - аравакский язык (локоно, св. 2 тыс.);
      - †калипхона[англ.] (иньери, язык т. н. «островных карибов» Малых Антил, до 1920-х гг.),
        - гарифуна (ок. 180 тыс., язык «черных карибов», переселившихся в XVIII в. с о. Сент-Винсент на карибское побережье Центральной Америки);

      - возможно, также †шеба́йы (о. Тринидад);

  3. Восточная ветвь: паликур, †марава́н-карипура́ (возвожно наречия одного языка);
- Южная подсемья:
  1. Западная ветвь включает 2 языка: янеша (амуэша, 10 тыс.) и чамикуро
  2. Центральная ветвь состоит из 2 групп:
    - пареси с языками пареси и саравека;
    - ваура́ с языками ваура-ме(х)ина́ку, явалапити и кустенау;

  3. (Крайне-)южная ветвь состоит из 3 групп:
    - терена (15 тыс.);
    - мохо: мохо (9 тыс.), бауре, †паунака;
    - пиро (пурус): пиро (йине), манитенери (мачинере), †иньяпари, машко-пиро (кухарено), †канамари (канамаре), апуринан (ипуринан)

  4. ветвь кампа включает 3 языка с большим количеством наречий и диалектов: кампа (25 тыс.), аше́нинка (вкл. апурукаяли, ацири, перене́, пичис, укаяли, унини) и мачигенга (вкл. номацигенга, какинте, нанти (когапакори), мачигенга). Всего на них говорит ок. 80 тыс. чел.

В число аравакских языков входят также несколько плохо исследованных языков, точное место которых в классификации неясно: кумераль, †лапачу (аполиста), †морике, †омехес, томедес и энавене-наве (салуман). Вымерший язык муниче, возможно, также относится к аравакским или же входит в близкородственную макросемью.

## Внешнее родство
Распад аравакского праязыка относят к началу 3 тыс. до н. э. Аравакские языки составляют ядро макроаравакской гипотезы, куда также включают гуахибскую (вахиво), араванскую (арауа) и хара́кмбытскую (туйонери) семьи и языки кандоши и пукина. Однако никаких серьёзных обоснований этой гипотезы не найдено.

## Грамматическое описание
Фонологические системы аравакских языков достаточно просты. Для праязыка реконструируется 19 согласных (p, b, ph, t, d, th, k, kh, c, č, s, š, h, m, n, l, r, w, y) и 6 гласных (i, e, î, a, o, u). Для консонантизма ряда современных языков характерно наличие преаспирированных, палатализованных, преназализованных, преглоттализованных и огубленных согласных. Система вокализма четырёхугольная (i, e, î, a, o, u); фонематичны противопоставления гласных по долготе и назализации. Закрытые слоги достаточно редки.
Морфологически аравакские языки являются агглютинативными и полисинтетическими языками. Глагол имеет сложную морфологическую структуру, разнообразные значения выражаются префиксами (обычно согласование по лицу и числу) и суффиксами (пространственные, видовые, залоговые, эвиденциальные значения). При развитости значений других глагольных категорий в большинстве аравакских языков время, как правило, специально не выражается. Для существительных характерно наличие 2-3 согласовательных классов. Развита система притяжательных префиксов (напр. гарифуна agütü ‘бабушка’, n-agütü ‘моя бабушка’, w-agütü ‘наша бабушка’, l-agütü ‘его бабушка’), с помощью которых образуются также и личные местоимения (nugiya ‘я’, wagiya ‘мы’, ligiya ‘он’).
Синтаксис аравакских языков характеризуется максимальной нагрузкой на глаголе. Дополнение и субъект могут отсутствовать, будучи маркированными лишь в глаголе. Наиболее распространённый порядок слов SVO, для праязыка реконструируется SOV, а в некоторых современных языках представлены также VSO (амуэша, кампа), VOS (бауре и терена), OSV (апурина) и SOV (пиро).

## Письменность
Для некоторых языков разработана письменность на латинской основе, ориентированная на испанскую (языки пиро, пиапоко, мачигенга, гарифуна и др.), португальскую (терена, пареси) или английскую (гарифуна в Белизе) орфографии, с использованием некоторых диакритик. Так, ü обычно обозначает гласный среднего ряда, типа ы.

## Изучение
Сравнительно-историческое изучение аравакских языков началось в сер. XX в. с работ Тейлора и Шейфера (Shafer). Наиболее детальную реконструкцию аравакских языков разработал Д. Пейн в кон. 1980-х гг. Позднее её дополнил Т. Кауфман (1994). Описаниями многих аравакских языков занималась А. Ю. Айхенвальд.